# Beautiful (песня Эминема)
«Beautiful» (рус. Прекрасен) —  третий официальный сингл американского рэпера Эминема с альбома Relapse. Выпуск состоялся 12 мая 2009 года на интернет-ресурсе «iTunes». Сингл «Beautiful» стартовал 17 мая 2009 года на 38-й строчке в «UK Singles Chart» и вскоре поднялся до 31-й позиции. Это был третий выпущенный в Великобритании сингл Эминема после «We Made You». Через некоторое время песня достигла своей максимальной 12-й позиции и стала при этом не только 21-м синглом Эминема, попавшим в «Top 40» синглов Великобритании, но и его вторым официальным синглом, который не попал в «Top 10». В США дебют состоялся на 17-й позиции в «Billboard Hot 100». Песня была в списке одобренного музыкального репертуара Радио Би-би-си. Через месяц сингл вновь вошёл в «Billboard Hot 100» и остановился на 98-й позиции.

## Критика
Песня получила очень высокое признание и много положительных отзывов. «Rolling Stone» заявил, что это «попытка получить вдохновенную балладу». Такого же мнения придерживаются и другие СМИ, утверждая, что «„Relapse“ поражает своим треком „Beautiful“». «Billboard» назвал песню «эпопеей» и описал её как «часть исповеди» («Я просто в депрессии», — так начинается песня в версии с цензурой) и «часть „Lose Yourself“», также добавив, что «„Beautiful“ заключает в капсулу самосозерцательную природу „Relapse“, но отклоняется от шоковой тактики, которая доминирует в альбоме».
Песня была номинирована на 52-й премии «Грэмми» в категории «Лучшее сольное рэп-исполнение», но проиграла песне Jay-Z «D.O.A.».

## Музыкальное видео
Видео было снято в Детройте, режиссёром выступил Энтони Мэндлер. Премьера состоялась 2 июля 2009 года на «Yahoo!».
Видео открывается текстом, гласящим, что «в 1950 году Мичиган был одним из 8 штатов Америки, которые вместе производили 36 % ВНП мира», а также то, что «Детройт был самым большим производственным городом в мире». Затем начинают появляться современные изображения города, показывая Эминема, проходящего через три заброшенные постройки, символы эры «Арсеналa Демократии» (Мичиганская Центральная станция, прежний завод Пакард и Стадион Тигра), и нескольких людей, соответствующих каждому зданию (старая женщина с чемоданом, несколько автомобилестроителей, держащих свои коробки с завтраком и инструменты, и молодёжную бейсбольную команду). Хотя оригинальная песня содержит три куплета, в музыкальном видео представлены только первые два.

## Интересное
- Существует две версии видео, с цензурой и полная.
- Первоначально релиз видео должен был состояться на «iTunes».
- Интро содержит семпл песни «Reaching Out» в исполнении Queen + Paul Rodgers, первоначально написанной группой Rock Therapy.

## Награды и номинации
| Год  | Номинирован за          | Награда                                 | Итог      |
| ---- | ----------------------- | --------------------------------------- | --------- |
| 2009 | Grammy Awards           | «Лучшее соло-исполнение в стиле рэп»    | Номинация |
| 2009 | Much Music Video Awards | «Лучший видеоклип иностранного артиста» | Номинация |

## Список композиций
US цифровой сингл
| №  | Название                       | Автор(ы)                                        | Семпл(ы)                         | Длительность |
| -- | ------------------------------ | ----------------------------------------------- | -------------------------------- | ------------ |
| 1. | «Beautiful» (Альбомная версия) | М. Мэтерс, Л. Ресто, Дж. Бэсс, Д. Блэк, А. Хилл | * Семпл взятый из "Reaching Out" | 6:32         |

US CD сингл
| №  | Название                              | Автор(ы)                                        | Продюсер(ы)                     | Длительность |
| -- | ------------------------------------- | ----------------------------------------------- | ------------------------------- | ------------ |
| 1. | «Beautiful» (супер чистая версия)     | М. Мэтерс, Л. Ресто, Дж. Бэсс, Д. Блэк, А. Хилл | Eminem, вместе с Джеффом Бэссом | 4:04         |
| 2. | «Beautiful» (полная альбомная версия) | М. Мэтерс, Л. Ресто, Дж. Бэсс, Д. Блэк, А. Хилл | Eminem, вместе с Джеффом Бэссом | 6:33         |

UK цифровой сингл
| №  | Название                        | Автор(ы)                                        | Директор(ы)     | Длительность |
| -- | ------------------------------- | ----------------------------------------------- | --------------- | ------------ |
| 2. | «Beautiful» (музыкальное видео) | М. Мэтерс, Л. Ресто, Дж. Бэсс, Д. Блэк, А. Хилл | Anthony Mandler | 4:21         |

German цифровой сингл
| №  | Название                          | Автор(ы)                                                             | Продюсер(ы)                     | Длительность |
| -- | --------------------------------- | -------------------------------------------------------------------- | ------------------------------- | ------------ |
| 1. | «Beautiful» (радио версия)        | М. Мэтерс, Л. Ресто, Дж. Бэсс, Д. Блэк, А. Хилл                      | Eminem, вместе с Джеффом Бэссом | 4:00         |
| 2. | «3 a.m.» (ремикс Трэвиса Баркера) | A. Young, D. Parker, M. Batson, M. Mathers, M. Elizondo, T. Lawrence | Dr. Dre                         | 5:20         |

EU цифровой сингл
| №  | Название                          | Автор(ы)                                                             | Продюсер(ы)                     | Длительность |
| -- | --------------------------------- | -------------------------------------------------------------------- | ------------------------------- | ------------ |
| 1. | «Beautiful» (радио версия)        | М. Мэтерс, Л. Ресто, Дж. Бэсс, Д. Блэк, А. Хилл                      | Eminem, вместе с Джеффом Бэссом | 4:00         |
| 2. | «Beautiful» (альбомная версия)    | М. Мэтерс, Л. Ресто, Дж. Бэсс, Д. Блэк, А. Хилл                      | Eminem, вместе с Джеффом Бэссом | 6:32         |
| 3. | «Beautiful» (инструментал)        | М. Мэтерс, Л. Ресто, Дж. Бэсс, Д. Блэк, А. Хилл                      | Eminem, вместе с Джеффом Бэссом | 6:37         |
| 4. | «3 a.m.» (ремикс Трэвиса Баркера) | A. Young, D. Parker, M. Batson, M. Mathers, M. Elizondo, T. Lawrence | Dr. Dre                         | 5:20         |

## Музыкальный персонал
Персонал взят из буклета альбома Relapse.
- Песню написали: М. Мэтерс, Л. Ресто, Дж. Бэсс, Д. Блэк, А. Хилл
- Запись: Майк Стрэндж (54 Sound, Мичиган)
- Помощь в записи: Тони Кэмпэн из 54 Sound, Мичиган
- Миксовка: Эминем и Майк Стрэндж
- Клавишные: Джефф Бэсс и Луис Ресто
- Бас и гитара: Джефф Бэсс
- Семпл: Содержит выдержки из песни «Reaching Out», написанной Доном Блэком и Энди Хиллом

## Чарты
| Чарт (2009)               | Высш. позиция |
| ------------------------- | ------------- |
| Australian Singles Chart  | 33            |
| Austrian Singles Chart    | 11            |
| Canadian Hot 100          | 8             |
| Danish Singles Chart      | 40            |
| Eurochart Hot 100 Singles | 6             |
| German Singles Chart      | 9             |
| Irish Singles Chart       | 5             |
| New Zealand Singles Chart | 4             |
| Swedish Singles Chart     | 47            |
| Swiss Singles Chart       | 8             |
| UK Singles Chart          | 12            |
| U.S. Billboard Hot 100    | 17            |
| U.S. Billboard Pop 100    | 9             |

Окончание года 
| Чарт (2009)      | Позиция |
| ---------------- | ------- |
| UK Singles Chart | 173     |